# グラキリラプトル
グラキリラプトル（Graciliraptor 「繊細な略奪者」の意味）は白亜紀前期に生息していた獣脚類恐竜の属の一つである。ドロマエオサウルス科のミクロラプトリアに分類されている。
タイプ種Graciliraptor lujiatunensisは2004年に徐星と汪筱林により初めて記載、命名された。属名はラテン語で「繊細な」を意味するgracilisと「略奪者」を意味するraptor から造語されている。種小名は化石の発見地である陸家屯（Lujiatun）に由来する。ホロタイプ標本IVPP V 13474は中国、遼寧省、北票市で発見された。

## 特徴

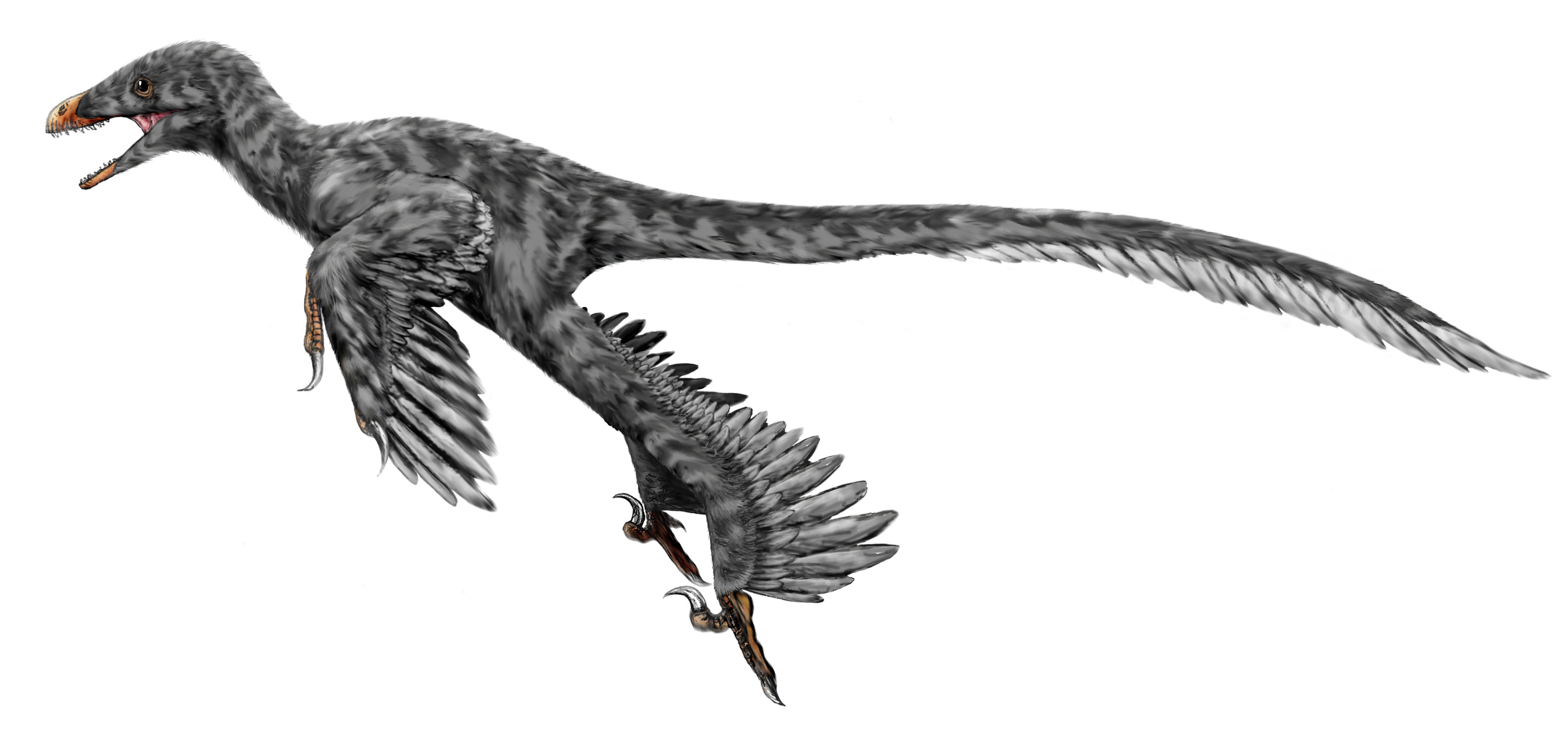
復元図

タイプ標本であり唯一の標本は部分骨格であり、複数の歯のついた上顎骨、ほぼ完全な前肢および後肢、10個の部分的な尾椎で構成される。生存時の全長は約90 cmと推定される。 中部の尾椎、後肢の下部が非常に細長く、非鳥獣脚類の中でも極端に軽量な骨格である。大腿骨の長さは13 cmで体の全長は1 mと推定される。また、2010年にはグレゴリー･ポールが全長1 m、体重1.5 kgと上方修正した推定をしている 。 尾椎の後方の関節突起（後関節突起 Postzygapophysis）は薄い骨の鞘、あるいは薄膜によって結合している。この骨鞘は続く第八尾椎の椎体の上面後方まで伸びていて、尾の中部を補強しており、既にドロマエオサウルス科で典型的な長い前関節突起（prezygapophysis）による固定化が生じていた。
グラキリラプトルは義県層の最下層である陸家屯部層で発見された。この地層の上部からも同様に（シノルニトサウルスやミクロラプトルといった）初期のドロマエオサウルス科の獣脚類が発見されている。この地層の地質年代は名前の付いたドロマエオサウルス科の種のものとしては最古のものであり、ドロマエオサウルス科の状態の良い化石としても最古である（ドロマエオサウルス科の化石としてはこれ以前のジュラ紀中期まで遡れるが、ほとんどは歯のみである）。

## 分類
グラキリラプトルはドロマエオサウルス類としては初期の種であり、このグループの初期の進化と多様化についての情報が得られている。一般的に初期のトロオドン科やアヴィアラエといくつかの特徴を共有しており、アヴィアラエ、トロオドン科、ドロマエオサウルス科が近縁であるという説を支持する
徐および汪はグラキリラプトルが同じドロマエオサウルス科で年代がわずかに新しい九佛堂層から発見されているミクロラプトルと近縁であると考えた。後にミクロラプトル亜科（Microraptorinae）に配置された。

## 関連
- Timeline of dromaeosaurid research

## 参照
1. ↑  Holtz, Thomas R. Jr. (2011) Dinosaurs: The Most Complete, Up-to-Date Encyclopedia for Dinosaur Lovers of All Ages, Winter 2010 Appendix.
2. ↑  Paul, G.S., 2010, The Princeton Field Guide to Dinosaurs, Princeton University Press p. 132
3. 1 2 3  Xu, X. and Wang, X.-L. (2004). "A New Dromaeosaur (Dinosauria: Theropoda) from the Early Cretaceous Yixian Formation of Western Liaoning." Vertebrata PalAsiatica, 42(2): 11-119.
4. ↑  F. Knoll and J. I. Ruiz-Omeñaca. 2009. "Theropod teeth from the basalmost Cretaceous of Anoual (Morocco) and their palaeobiogeographical significance". Geological Magazine 146(4): 602-616